# Yong Mei
Yong Mei (Hohhot, 14 de fevereiro de 1970) é uma atriz chinesa. Em 2019, ela ganhou o Urso de Prata de melhor atriz no 69º Festival de Berlim por sua atuação no filme Até Logo, Meu Filho, dirigido por Wang Xiaoshuai.

## Vida pessoal
Yong Mei é casada com Luan Shu, ex-vocalista da banda de rock de Pequim Black Panther. Ela se tornou fã da banda, e depois estrelou o videoclipe da música Don't Break My Heart.